# Nettlestone and Seaview
Nettlestone and Seaview is een civil parish in de unitary authority Wight, in het Engelse graafschap Wight. Deze civil parish telt 2549 inwoners en omvat de dorpen Nettlestone en Seaview.
Het openbaar vervoer gaat via Southern Vectis, buslijn 16.
Arreton · Bembridge · Brading · Brighstone · Calbourne · Chale · Cowes · East Cowes · Fishbourne · Freshwater · Gatcombe · Godshill · Gurnard · Havenstreet and Ashey · Lake · Nettlestone and Seaview · Newchurch · Newport · Niton and Whitwell · Northwood · Rookley · Ryde · Sandown · Shalfleet · Shanklin · Shorwell · St Helens · Totland · Ventnor · Whippingham · Wootton Bridge · Wroxall · Yarmouth